# 1886 في الأرجنتين
فيما يلي قوائم الأحداث التي وقعت خلال عام 1886 في الأرجنتين.

## سياسة

### انتهاء فترة المنصب
- 30 أبريل – نيكولاس أفيلانيدا عضو مجلس الشيوخ الأرجنتيني.
- 12 أكتوبر – خوليو روكا الأرجنتيني رئيس الأرجنتين.

## مواليد

### سبتمبر
- 24 سبتمبر – روبرتو ماريا أورتيز سياسي أرجنتيني.[1]

## وفيات

### أكتوبر
- 21 أكتوبر – خوسيه هرنانديث (مواليد 1834) كاتب أرجنتيني.[2]